# Telminostelma foetidum
Telminostelma foetidum là một loài thực vật có hoa trong họ La bố ma. Loài này được (Cav.) Fontella & E.A.Schwarz miêu tả khoa học đầu tiên năm 1981.